# Postmodern Jukebox
Postmodern Jukebox es un grupo musical estadounidense formado en 2011 por el arreglista y pianista Scott Bradlee. Al ser un colectivo rotatorio, no hay un solo líder de la banda. El grupo es conocido por adaptar una gran variedad de sencillos a diferentes estilos musicales como jazz y swing entre otros. Sus vídeos musicales están disponibles en YouTube con más de 1859 millones de visitas y más de cinco millones y medio de suscriptores.
El grupo realiza sus grabaciones en el salón de estar de Bradlee, el cual es redecorado dependiendo del estilo musical. Sus versiones abarcan desde Lady Gaga a The Strokes, y Katy Perry a White Stripes.

## Historia

### Orígenes
Los inicios de Postmodern Jukebox comenzaron con Bradlee y un grupo de amigos de la facultad filmando vídeos en el sótano de su apartamento en Astoria, Queens. El primer grupo lo integraron: Chris Anderson (bajo), Ben Golder-Novick (saxofón), Brandee Younger (arpa) y Emma Walker (vocalista).
Tras la facultad, Bradlee estuvo actuando como músico de jazz en Nueva York hasta 2009, año en el que publicó su primer vídeo viral: un medley de temas de los años 80 al estilo ragtime. Dicho material llamó la atención del novelista Neil Gaiman, quien tras un tuit, dio comienzo a una popularidad viral.
En 2011 produjo A Motown Tribute to Nickelback, el cual sirvió de precursor del que terminaría siendo un grupo coral tal como se conoce a nivel internacional.

### 2012-presente
El primer vídeo musical fue Thrift Shop, single de Macklemore & Ryan Lewis interpretado por Robyn Adele Anderson en 2012, y el cual obtuvo más de un millón de visitas en la primera semana. Dicho tema fue incluido en el álbum de debut del grupo: Introducing Postmodern Jukebox, el cual alcanzó el octavo puesto del chart de álbumes de jazz del Billboard. A este éxito le siguieron We Can't Stop de Miley Cyrus en el programa de ABC: Good Morning America en septiembre de 2013.
A finales del mismo año fueron invitados por la revista Cosmopolitan para versionar los hits de la temporada con varios estilos musicales. Bajo el título "Just Another Day at the Office", interpretaron: Blurred Lines (Robyn Adele Anderson), Holy Grail (Cristina Gatti), We Can't Stop (Anderson and the Tee Tones), Roar (Karen Marie), Royals (Ashley Stroud) y What Does the Fox Say? (Andrómeda Turre). Dicha producción se completó en una sola toma junto con un cómo se hizo como contenido extra.
En 2014, Kate Davis versionó All About That Bass de Meghan Trainor con la colaboración de Bradlee al piano y Dave Tedeschi a la batería. El sencillo atrajo la atención de varias publicaciones: Time, Billboard, The Huffington Post y PBS NewsHour.
En febrero del mismo año, la productora BuzzFeed colaboró con la producción de Timber, tema versionado por Robyn Adele Anderson y The Tee Tones. En 2015, Haley Reinhart interpretó Creep, tema original de Radiohead y que tuvo gran acogida por parte de Los Angeles Times.
A partir de 2015, Shoshana Bean, actriz de Broadway, pasaría a formar de manera activa parte del grupo como reemplazo de Bradlee. Entre su repertorio destaca: Chandelier de Sia y Sorry de Justin Bieber, tema mencionado en la revista Billboard. En 2016 se une en la gira europea de primavera. Otra cantante que se unió en agosto de 2015 fue Sara Niemietz, intérprete de las versiones de This Must Be the Place de Naive Melody, Hey Ya! de Outkast, Love Yourself de Justin Bieber, y el tema central de la serie Pokémon. Esta se incorporó al grupo en la gira de 2015 en la región nordeste de Estados Unidos y en la gira europea de 2016. Cabe destacar también su versión de Ex's & Oh's de Elle King en Londres junto con Sarah Reich.
A comienzos de febrero de 2016 el grupo versionó Heroes de David Bowie en conmemoración del Día Mundial contra el Cáncer. Dicha pista estuvo disponible vía iTunes con la recaudación destinada al Cancer Research Institute.

## Miembros

### Fundador
- Scott Bradlee – piano, arreglos[33]

### Músicos colaboradores
| - Jesse Elder - piano - Adam Kubota – bajo - Allan Mednard – batería - Allen Hunter – bajo - Andrew Gutauskas – saxofón - Ben Golder-Novick – saxofón - Bennett Miller – bajo - Brandee Younger – arpa - Chip Thomas – batería - Cynthia Sayer – banjo - Dave Koz – saxofón - Dave Tedeschi – batería | - David Wong – violín - Erm Navarro- trombón - Jacob Scesney – flauta/saxofón/clarinete - James Hall – trombón - Jason Prover – trompeta - Jay Ratmann – clarinete - Joe McDonough – trombón - Kate Dunphy – acordeón - Lemar Guillary – trombón - Michael Sailors – trompeta - Mike Cottone – trompeta - Molly E. Fletcher – violín | - Nick Finzer – trombón - Ric Becker – trombón - Robert Edwards – trombón - Sean Clapis – guitarra - Sean Condron – banjo - Seth Paris – saxofón - Stefan Zeniuk – Instrumento de viento-madera - Tim Kubart aka "Tambourine Guy" – pandereta - Tom Abbott – clarinete - Tom Luer – saxofón |

### Vocalistas colaboradores
| - Ada Pasternak – vocalista, violín - Addie Hamilton – vocalista - Alisan Porter - vocalista - Annie Goodchild – vocalista - Anissa Lee – claqué - Ariana Savalas – vocalista - Ashley Stroud – vocalista - Aubrey Logan – vocalista, trombón - Austin Creed - trombón - Bernard Taylor – vocalista/Tee-Tone - Blake Lewis – vocalista - Brielle Von Hugel – vocalista - Caroline Baran – vocalista - Casey Abrams – vocalista, bajo, melódica - Chloe Feoranzo – vocalista, clarinete - Christopher Erk – claqué - Clark Beckham – vocalista - Cristina Gatti – vocalista - Dani Armstrong – vocalista - Daniela Andrade – vocalista - DeAndre Brackensick – vocalista - Devi-Ananda – vocalista - Emily Braden - vocalista - Emily West – vocalista - Gerard Giddens – vocalista/Tee-Tone | - Grace Kelly - vocalista, saxofón, swing - Gunhild Carling – vocalista, flauta dulce, trombón, gaita, trompeta, claqué - Haley Reinhart – vocalista - Hannah Gill - vocalista - Holly Campbell-Smith – vocalista - Jasmin Walker – vocalista - JAX – vocalista - Jennie Lena – vocalista - Jerome Cohen – vocalista/Tee-Tone - Joey Cook – vocalista, ukelele, acordeón - Karen Marie – vocalista - Kate Davis – vocalista, bajo - Kelley Jakle – vocalista - Kenton Chen – corista, vocalista - Kiah Victoria – vocalista - Ksenia Parkhatskaya – swing - Lara Johnston – vocalista - Lauren Molina – vocalista, chelo - LaVance Colley – vocalista - Lisa Gary – vocalista - Luke Edgemon – vocalista - Maiya Sykes – vocalista - Mario Jose – vocalista - Matt Bloyd – vocalista | - Mayré Martínez – vocalista - Melinda Doolittle – vocalista - Melinda Sullivan – claqué - Miche Braden – vocalista - Morgan James – vocalista - Mykal Kilgore – vocalista - Natalie Angst – vocalista - Niia – vocalista - Nicole Atkins – vocalista - Noah Guthrie - vocalista - Puddles the Clown – vocalista - Rayvon Owen – vocalista - Robyn Adele Anderson – vocalista - Sara Niemietz – vocalista - Sarah Reich – claqué - Sarah Marie Young – vocalista, ukelele - Scout Ford – vocalista/Tee-Tone - Shoshana Bean – vocalista - Tara Louise – vocalista - Thia Megia - vocalista - Tickwanya Jones – vocalista - Tony DeSare – vocalista - Von Smith – vocalista - Vonzell Solomon - vocalista - Wayne Brady - vocalista - Wilkie Ferguson – vocalista |

## Discografía
| Año  | Álbum                               | Puesto en la lista | Puesto en la lista | Puesto en la lista     | Observaciones                                  |
| Año  | Álbum                               | Jazz Albums        | Top Heatseekers    | Top Independent Albums | Observaciones                                  |
| ---- | ----------------------------------- | ------------------ | ------------------ | ---------------------- | ---------------------------------------------- |
| 2013 | Introducing Postmodern Jukebox (EP) | 8                  | 31                 | —                      | [ 10 ] [ 11 ]                                  |
| 2014 | Twist is the New Twerk              | 4                  | 7                  | 48                     | #16 on Billboard Jazz Albums: Finales de 2015. |
| 2014 | Clubbin′ With Grandpa               | 4                  | —                  | —                      |                                                |
| 2014 | Saturday Morning Slow Jams          | —                  | —                  | —                      |                                                |
| 2014 | Historical Misappropriation         | 3                  | 7                  | 43                     | #20 on Billboard Jazz Albums: Finales de 2015. |
| 2014 | A Very Postmodern Christmas         | 7                  | 22                 | —                      |                                                |
| 2015 | Selfies on Kodachrome               | 6                  | —                  | —                      |                                                |
| 2015 | Emoji Antique                       | 8                  | —                  | —                      |                                                |
| 2015 | Swipe Right For Vintage             | 5                  | 19                 | —                      | [ 60 ]                                         |
| 2015 | Top Hat On Fleek                    | 6                  | 20                 | —                      | [ 60 ]                                         |
| 2016 | PMJ And Chill                       | 10                 | —                  | —                      | [ 61 ]                                         |
| 2016 | Swing the Vote                      | 11                 | —                  | —                      | Jazz Albums, 7 de mayo de 2016                 |
| 2016 | Squad Goals                         | —                  | —                  | —                      |                                                |
| 2016 | The Essentials                      | —                  | —                  | —                      | Recopilatorio                                  |
| 2017 | 33 Resolutions Per Minute           | —                  | —                  | —                      |                                                |
| 2017 | Fake Blues                          | —                  | —                  | —                      |                                                |
| 2017 | New Gramophone, Who Dis?            | —                  | —                  | —                      |                                                |
| 2017 | The New Classics (Recorded Live!)   | —                  | —                  | —                      |                                                |
| 2018 | Jazz Me Outside Pt. 1               | —                  | —                  | —                      |                                                |
| 2018 | Jazz Me Outside Pt. 2               | —                  | —                  | —                      |                                                |
| 2018 | Learn To Floss in 3 Easy Steps      | —                  | —                  | —                      |                                                |
| 2018 | Blue Mirror                         | —                  | —                  | —                      |                                                |
| 2018 | The Essentials II                   | —                  | —                  | —                      | Compilation album                              |
| 2019 | Sepia Is The New Orange             | —                  | —                  | —                      |                                                |
| 2019 | Jazz Age Thirst Trap                | —                  | —                  | —                      |                                                |
| 2019 | Throwback Clapback                  | —                  | —                  | —                      |                                                |